# Нападение на Зону 42
«Нападение на Зону 42» (англ. Assault on 42) — шестнадцатый эпизод второго сезона американского мультсериала «Мстители: Величайшие герои Земли».

## Сюжет
Капитан Америка, Оса, Тор и Мисс Марвел приводят Вихря в тюрьму Зону 42, которая расположена в альтернативном пространстве известном как негативная зона. Они узнают про жалобы некоторых заключённых, в частности Лидера. Злодеи слышат какие-то шумы, а в тюрьме мигает свет. Герои обнаруживают скачок напряжения и идут его исследовать. Они видят, что нечто прогрызло путь внутрь. Тор и Оса слышат крики агента и бегут на них. Они сталкиваются с внеземным жуком-мутантом. Когда все возвращаются в рубку, начальника похищают другие жуки. Агент Куотермейн говорит, что из-за повреждений шлюз не открыть изнутри и необходимо ждать новую смену с Земли. Герои находят начальника в столовой, и стену пробивают остальные жуки, врывающиеся в тюрьму. Тор и Мисс Марвел летят наружу и видят приближающиеся сотни жуков. Другие бегут из столовой и запирают её. Когда Тор и Мисс Марвел возвращаются внутрь, герои узнают, что вокруг тюрьмы скопилось полчище жуков, которое чего-то выжидает.
Герои понимают, что самим им не справиться, и просят заключённых о помощи. Некоторые злодеи выпускаются из камер (Лидер, Мерзость, Палач, Капитан Марвел, члены П.И.М и другие), но Капитан Америка не позволяет взять с собой Барона Земо, заверяя, что он слишком опасен. После разъяснения плана, жуки нападают на Зону 42. Герои и злодеи сражаются с ними. Является повелитель жуков, который управляет ими с помощью своего шеста. Некоторых заключённых побеждают, и остальные отступают на следующий рубеж. Лидер узнаёт, что главное существо зовут Аннигилус. Все добираются до камер злодеев, и герои хотят обезвредить правителя, чтобы жуки отступили. Лидер и Мерзость решают сбежать с поля битвы и идут в рубку. Там Мисс Марвел и агент Куотермейн сначала хотят взорвать шлюз, видя что дела плохи, но затем приходят 2 злодея. Мисс Марвел думает, что они бросают их, но Лидер просит дать ему время поработать. С помощью компьютеров он отключает энергетический щит Аннигилуса, и тот открыт для атаки. Мстители побеждают его, и Тор уничтожает его шест. Жуки бросаются на Аннигилуса и уносят его с Зоны 42. Лидер сообщает, что злодей является как бы самой сущностью негативной зоны, который почувствовал посягательство на свою территорию и потому напал. В тюрьму приходит новая смена с Земли.

## Отзывы
Джесс Шедин из IGN поставил серии оценку 9,5 из 10 и написал, что «эпизод повсюду источал явную атмосферу „Чужих“». Критик посчитал, что «решение включить в битву нескольких старых врагов Мстителей добавило веселья этой мрачной серии событий». Рецензенту также было приятно посмотреть, как Капитан Америка не допустил Барона Земо к миссии. Шедин посчитал, что «у Аннигилуса был незабываемый дебют в качестве главного злодея в этом эпизоде». Он похвалил сценаристов за то, что они сделали Аннигилуса «полностью немым, передавая его гнев и мотивацию только через психические атаки Лидера», что «помогло подчеркнуть нечеловеческие и потусторонние качества» злодея.